# Quincena
Una quincena es un conjunto que contempla quince unidades de aquello que se está enumerando.
Más comúnmente, una quincena es un periodo etimológicamente igual a 15 días.
Sin embargo, la definición puede variar:
- Una revista quincenal se edita cada dos semanas (14 días)
- Para efecto de hacer el pago a sus empleados, en algunas empresas se considera que un mes se divide en dos quincenas; La primera quincena dura desde el día 1 hasta el 15, y la segunda dura desde el día 16 hasta el último día del mes. Esto significa que habrá quincenas de entre 13 y 16 días[2]

En Chile, Guatemala, México, Colombia, Venezuela, y Panamá se usa para referirse al pago de la mitad del salario mensual que recibe un trabajador. Este pago se hace el día 15 y 30 de cada mes.  El pago se podría hacer previo a estos días en caso de que los días 15 o 30 no fuesen laborables o como en el caso de febrero no exista el día 29 (excepto en un año bisiesto). También en España estuvo en uso el pago de la quincena, al menos durante la primera mitad del siglo XX.  
Cabe notar que se le llama quincena aun cuando este pago no se hace estrictamente cada 15 días ni naturales ni laborados.  Pero en todo caso el pago cubrirá todo el tiempo trabajado después del último pago. 
Cuando el pago se produce en un mismo día de la semana, pero una semana sí y la siguiente no, alternadamente, es decir cada 14 días naturales, se define como «catorcena». En México varias empresas y organismos descentralizados de gobierno tienen esa modalidad.
En Chile la quincena se le denomina al uso ilegítimo musical de la segunda octava en relación de una fundamental o primer grado, esté término fue determinado por la comunidad de los alejandritas, término usado con efervescencia durante las protestas para expresar la igualdad, ya que en palabras de su líder Alejandro Salinas, "un día puedo estar aquí como otro puedo estar acá."